# Grande Prêmio da Austrália de 1997
Resultados do Grande Prêmio da Austrália de Fórmula 1 realizado em Melbourne em 9 de março de 1997. Primeira etapa da temporada, foi vencido pelo britânico David Coulthard, da McLaren-Mercedes, num pódio formado por Michael Schumacher, da Ferrari, e Mika Häkkinen, também da McLaren-Mercedes.

## Resumo
- Primeira corrida de Vincenzo Sospiri na F-1. O italiano não largou por ficar acima dos 107% do tempo do primeiro colocado, como manda o regulamento.
- Estreias de Ralf Schumacher, Jarno Trulli e Shinji Nakano.[2][3]
- Estreia das equipes Stewart, Prost Grand Prix e MasterCard Lola, que não se classificou para o grid.[4]
- Embora não tivesse marcado tempo abaixo dos 107%, o brasileiro Pedro Paulo Diniz ganhou permissão da direção de prova a correr o GP.
- Primeira vitória de um carro com motor Mercedes desde a dobradinha entre Juan Manuel Fangio e Piero Taruffi no Grande Prêmio da Itália de 1955.
- Primeira vitória da McLaren desde Ayrton Senna no Grande Prêmio da Austrália de 1993.

## Classificação da prova

### Treino oficial
| Pos.                      | Nº | Piloto                | Construtor        | Tempo    | Diferença |
| ------------------------- | -- | --------------------- | ----------------- | -------- | --------- |
| 1                         | 3  | Jacques Villeneuve    | Williams-Renault  | 1:29.369 | —         |
| 2                         | 4  | Heinz-Harald Frentzen | Williams-Renault  | 1:31.123 | + 1.754   |
| 3                         | 5  | Michael Schumacher    | Ferrari           | 1:31.472 | + 2.103   |
| 4                         | 10 | David Coulthard       | McLaren-Mercedes  | 1:31.531 | + 2.162   |
| 5                         | 6  | Eddie Irvine          | Ferrari           | 1:31.881 | + 2.512   |
| 6                         | 9  | Mika Häkkinen         | McLaren-Mercedes  | 1:31.971 | + 2.602   |
| 7                         | 16 | Johnny Herbert        | Sauber-Petronas   | 1:32.287 | + 2.918   |
| 8                         | 7  | Jean Alesi            | Benetton-Renault  | 1:32.593 | + 3.224   |
| 9                         | 14 | Olivier Panis         | Prost-Mugen/Honda | 1:32.842 | + 3.473   |
| 10                        | 8  | Gerhard Berger        | Benetton-Renault  | 1:32.870 | + 3.501   |
| 11                        | 22 | Rubens Barrichello    | Stewart-Ford      | 1:33.075 | + 3.706   |
| 12                        | 11 | Ralf Schumacher       | Jordan-Peugeot    | 1:33.130 | + 3.761   |
| 13                        | 17 | Nicola Larini         | Sauber-Petronas   | 1:33.327 | + 3.958   |
| 14                        | 12 | Giancarlo Fisichella  | Jordan-Peugeot    | 1:33.552 | + 4.183   |
| 15                        | 20 | Ukyo Katayama         | Minardi-Hart      | 1:33.798 | + 4.429   |
| 16                        | 15 | Shinji Nakano         | Prost-Mugen/Honda | 1:33.989 | + 4.620   |
| 17                        | 21 | Jarno Trulli          | Minardi-Hart      | 1:34.120 | + 4.751   |
| 18                        | 19 | Mika Salo             | Tyrrell-Ford      | 1:34.229 | + 4.860   |
| 19                        | 23 | Jan Magnussen         | Stewart-Ford      | 1:34.623 | + 5.254   |
| 20                        | 1  | Damon Hill            | Arrows-Yamaha     | 1:34.806 | + 5.437   |
| 21                        | 18 | Jos Verstappen        | Tyrrell-Ford      | 1:34.943 | + 5.574   |
| Limite dos 107%: 1:35.625 |    |                       |                   |          |           |
| 22                        | 2  | Pedro Paulo Diniz     | Arrows-Yamaha     | 1:35.972 | + 6.603   |
| DNQ                       | 24 | Vincenzo Sospiri      | Lola-Ford         | 1:40.972 | + 11.603  |
| DNQ                       | 25 | Ricardo Rosset        | Lola-Ford         | 1:42.086 | + 12.717  |
| Fonte:                    |    |                       |                   |          |           |

### Corrida
| Pos.   | Nº | Piloto                | Construtor        | Voltas | Tempo/Diferença | Grid | Pontos |
| ------ | -- | --------------------- | ----------------- | ------ | --------------- | ---- | ------ |
| 1      | 10 | David Coulthard       | McLaren-Mercedes  | 58     | 1:30:28.718     | 4    | 10     |
| 2      | 5  | Michael Schumacher    | Ferrari           | 58     | + 20.046        | 3    | 6      |
| 3      | 9  | Mika Häkkinen         | McLaren-Mercedes  | 58     | + 22.177        | 6    | 4      |
| 4      | 8  | Gerhard Berger        | Benetton-Renault  | 58     | + 22.841        | 10   | 3      |
| 5      | 14 | Olivier Panis         | Prost-Mugen/Honda | 58     | + 1:00.308      | 9    | 2      |
| 6      | 17 | Nicola Larini         | Sauber-Petronas   | 58     | + 1:36.040      | 13   | 1      |
| 7      | 15 | Shinji Nakano         | Prost-Mugen/Honda | 56     | + 2 voltas      | 16   |        |
| 8      | 4  | Heinz-Harald Frentzen | Williams-Renault  | 55     | Freios          | 2    |        |
| 9      | 21 | Jarno Trulli          | Minardi-Hart      | 55     | + 3 voltas      | 17   |        |
| 10     | 2  | Pedro Paulo Diniz     | Arrows-Yamaha     | 54     | + 4 voltas      | 22   |        |
| Ret    | 22 | Rubens Barrichello    | Stewart-Ford      | 49     | Motor           | 11   |        |
| Ret    | 19 | Mika Salo             | Tyrrell-Ford      | 42     | Motor           | 18   |        |
| Ret    | 23 | Jan Magnussen         | Stewart-Ford      | 36     | Suspensão       | 19   |        |
| Ret    | 7  | Jean Alesi            | Benetton-Renault  | 34     | Pane seca       | 8    |        |
| Ret    | 20 | Ukyo Katayama         | Minardi-Hart      | 32     | Pane elétrica   | 15   |        |
| Ret    | 12 | Giancarlo Fisichella  | Jordan-Peugeot    | 14     | Spun Off        | 14   |        |
| Ret    | 18 | Jos Verstappen        | Tyrrell-Ford      | 2      | Spun Off        | 21   |        |
| Ret    | 11 | Ralf Schumacher       | Jordan-Peugeot    | 1      | Câmbio          | 12   |        |
| Ret    | 3  | Jacques Villeneuve    | Williams-Renault  | 0      | Colisão         | 1    |        |
| Ret    | 6  | Eddie Irvine          | Ferrari           | 0      | Colisão         | 5    |        |
| Ret    | 16 | Johnny Herbert        | Sauber-Petronas   | 0      | Colisão         | 7    |        |
| DNS    | 1  | Damon Hill            | Arrows-Yamaha     | 0      | Acelerador      | 20   |        |
| Fonte: |    |                       |                   |        |                 |      |        |

## Tabela do campeonato após a corrida
| Pos. | Piloto             | Pontos |
| ---- | ------------------ | ------ |
| 1    | David Coulthard    | 10     |
| 2    | Michael Schumacher | 6      |
| 3    | Mika Häkkinen      | 4      |
| 4    | Gerhard Berger     | 3      |
| 5    | Olivier Panis      | 2      |

| Pos. | Construtor        | Pontos |
| ---- | ----------------- | ------ |
| 1    | McLaren-Mercedes  | 14     |
| 2    | Ferrari           | 6      |
| 3    | Benetton-Renault  | 3      |
| 4    | Prost-Mugen/Honda | 2      |
| 5    | Sauber-Petronas   | 1      |

- Nota: Somente as primeiras cinco posições estão listadas.